# Marginella liparozona
Marginella liparozona là một loài ốc biển cỡ nhỏ nhiều màu, là động vật thân mềm chân bụng sống ở biển ở Marginellidae.
Đây là loài đặc hữu của São Tomé và Príncipe.